# Museu Nacional dos Coches
Het Museu Nacional dos Coches is een museum op het Praça Afonso de Albuquerque in de wijk Belém in Lissabon, Portugal. Het museum heeft de belangrijkste collectie van historische koninklijke koetsen ter wereld en is tevens een van de meest bezochte musea van de stad. 

## Geschiedenis
Het museum staat op het complex van het Palácio Nacional de Belém, voorheen een koninklijk paleis dat tegenwoordig wordt gebruikt als officiële verblijfplaats van de president van Portugal. In 1905 werd het museum opgericht in opdracht van de toenmalige koningin Marie Amélie van Orléans om een uitgebreide collectie rijtuigen van de Portugese koninklijke familie en adellieden te huisvesten. De collectie geeft een goed beeld van de ontwikkeling van deze rijtuigen van de 16e tot 19e eeuw. De rijtuigen zijn afkomstig uit verschillende landen, waaronder Portugal, Italië, Frankrijk, Spanje, Oostenrijk en Engeland.
Een van de zeldzaamste items in het museum is een koets die door koning Filips III werd gebruikt om in 1619 van Spanje naar Portugal te komen. Daarnaast zijn er verschillende rijtuigen te bezichtigen uit de 18 eeuw gemaakt in barokstijl en versierd met schilderijen en verguld houtwerk. De meest indrukwekkende is een ceremoniële koets die in 1715 door Paus Clemens XI werd geschonken aan koning Johan V.

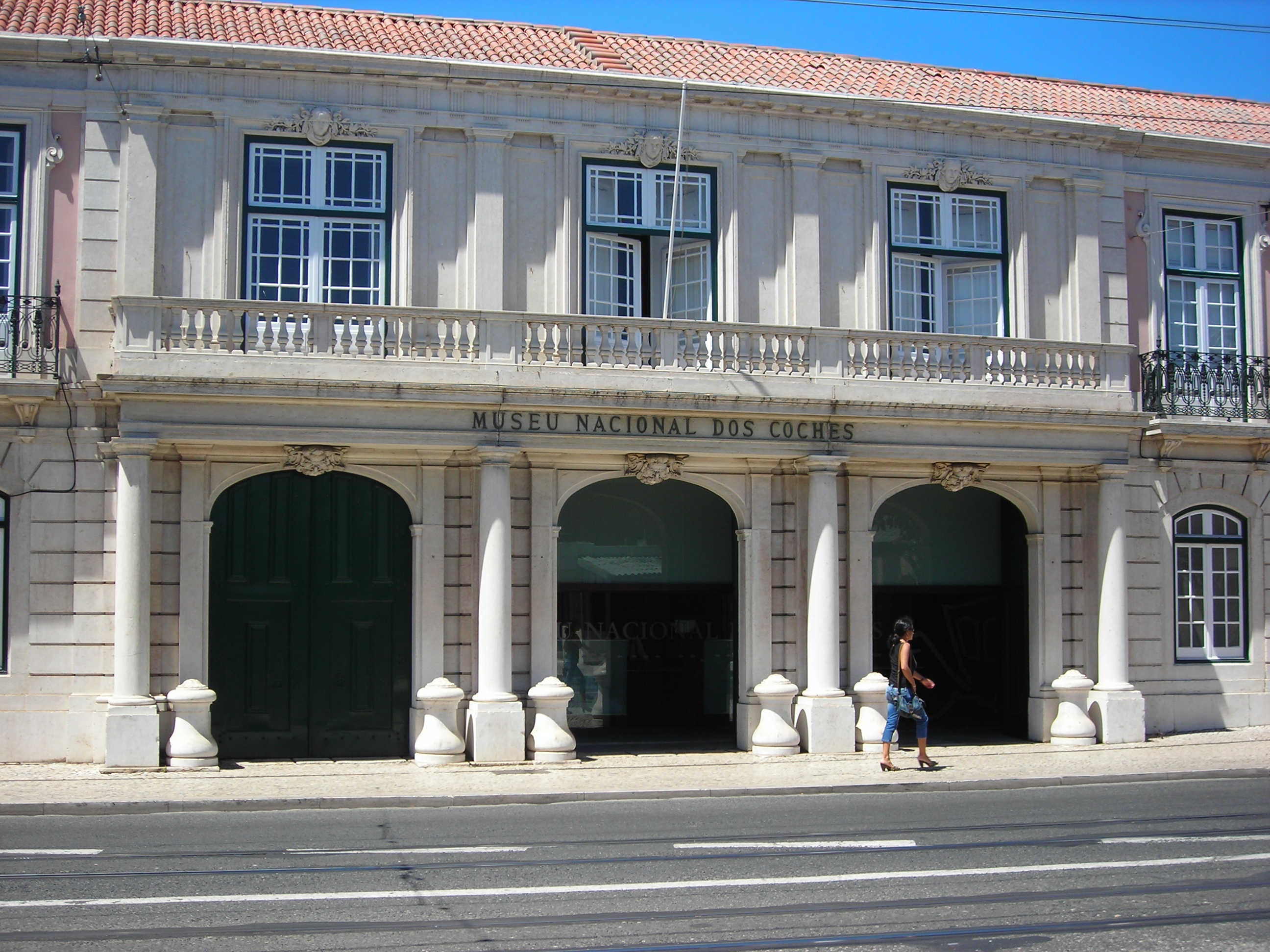
ingang koetsenmuseum
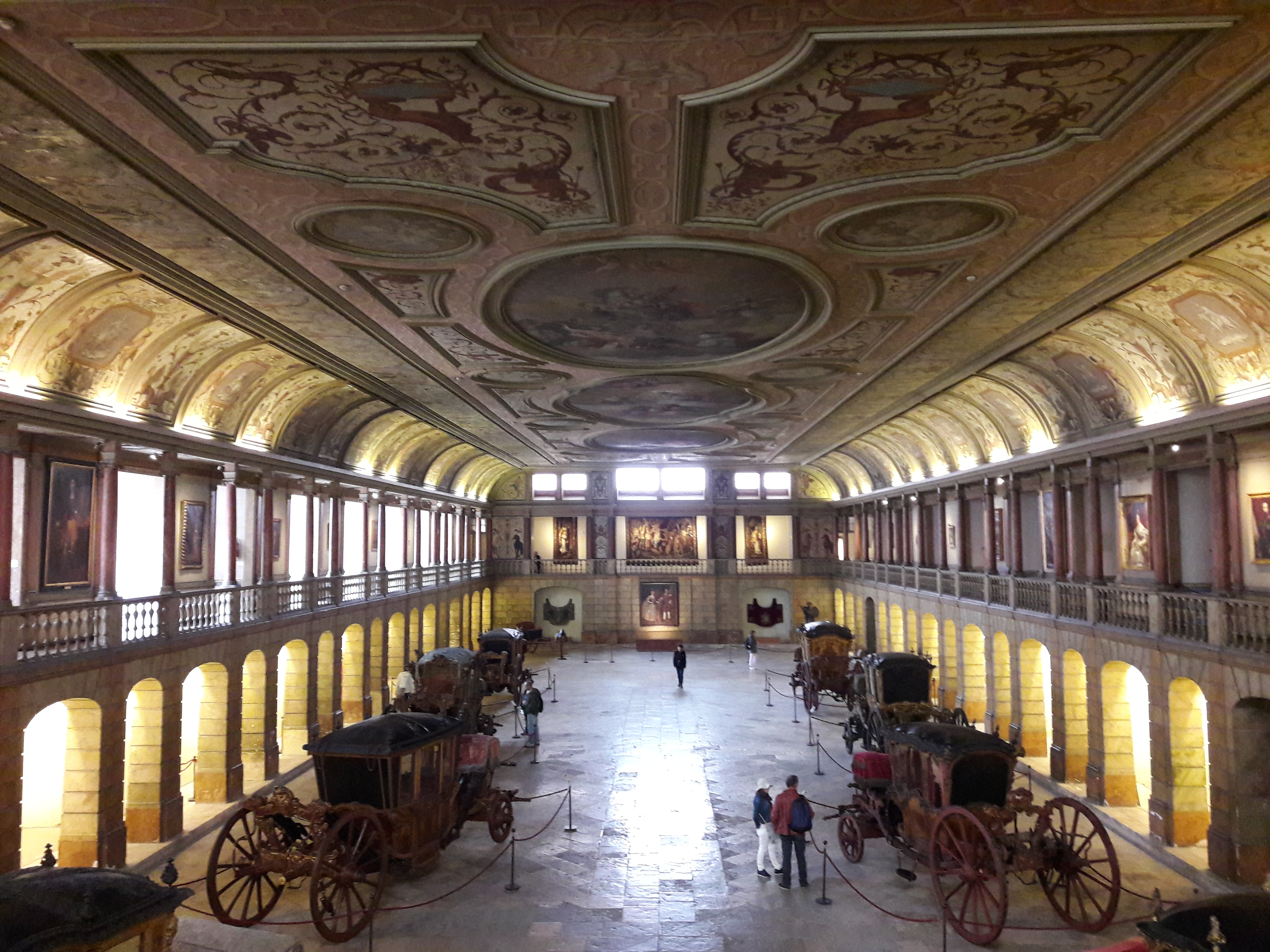
overzicht interieur
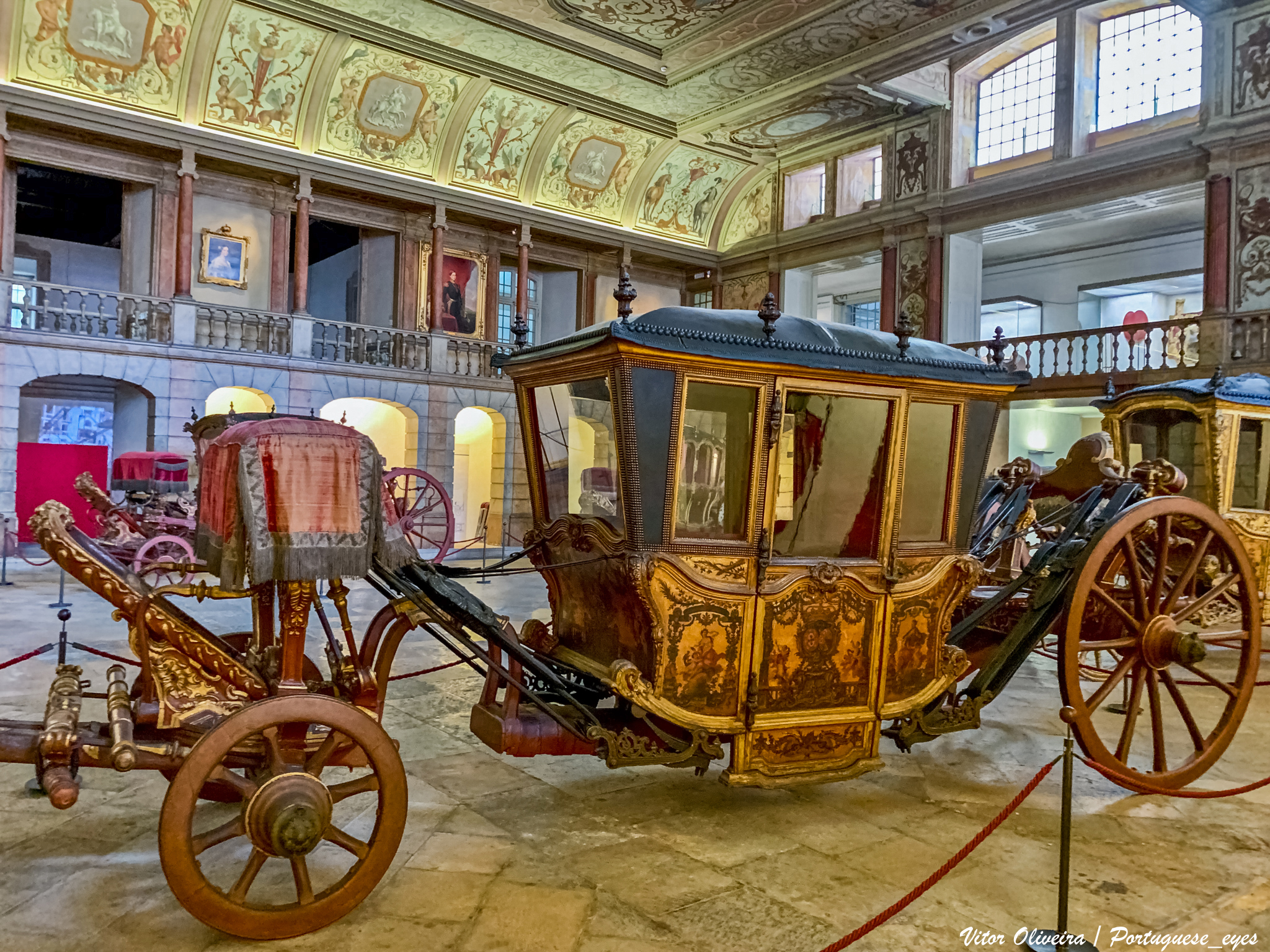
barokkoets